# Alfred Bickel
Alfred Bickel (født 12. maj 1918, død 18. august 1999) var en schweizisk fodboldspiller, der som angriber på Schweiz' landshold deltog ved både VM i 1938 i Frankrig og VM i 1950 i Brasilien. I alt spillede han 71 landskampe, hvori han scorede 15 mål.
Bickel spillede på klubplan for Grasshoppers, hvor han var tilknyttet i hele 21 år. Han var efter sit karrierestop også i to omgange træner for klubben.